# Slava

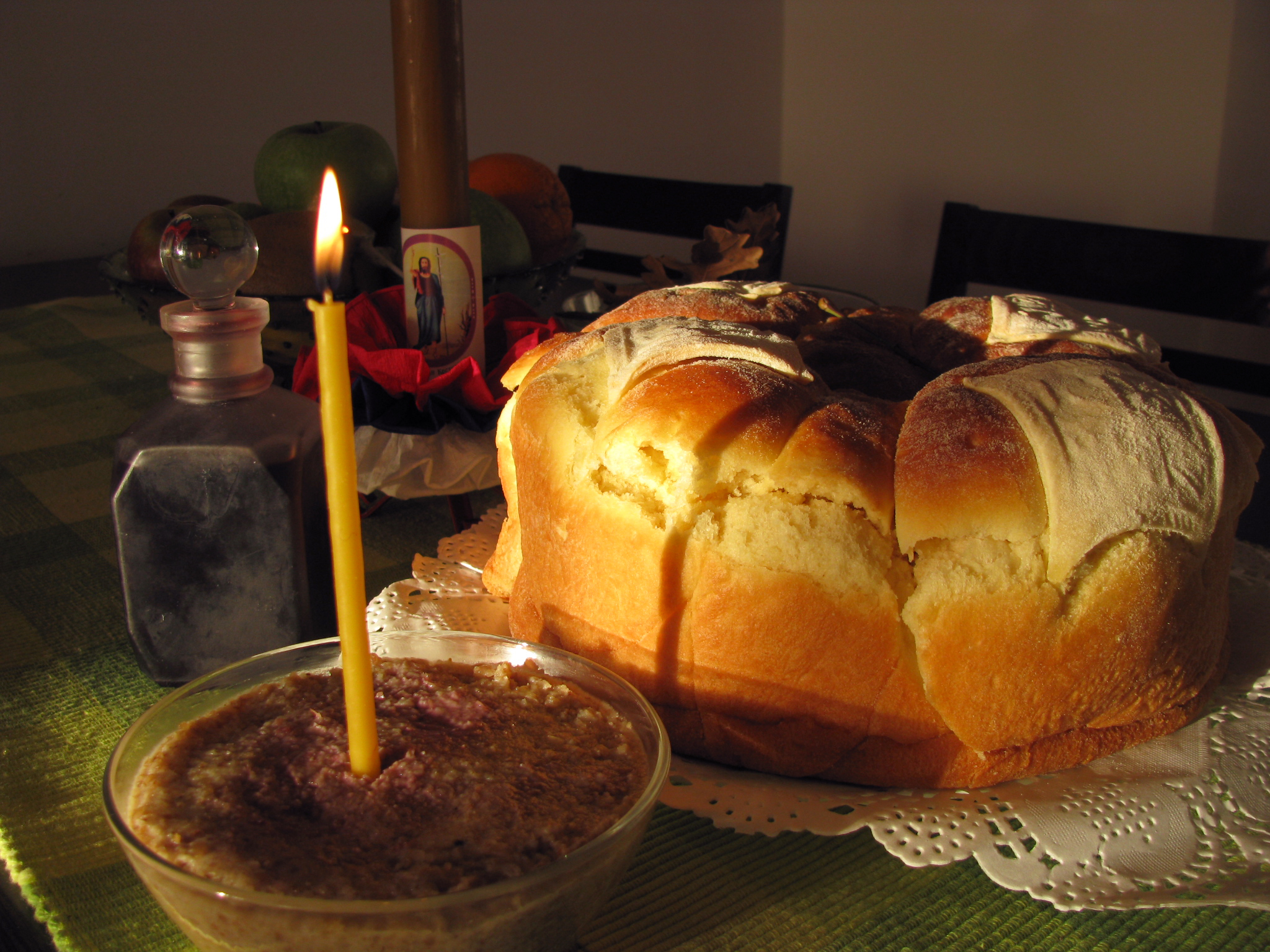
Wino, koljivo (kutia) z zapaloną świeczką oraz slavski kolač (kołacz), przygotowane przez serbską rodzinę do celebracji patrona

Slava – chrześcijańskie święto rodzinne, obchodzone przez prawosławnych mieszkańców Europy, podczas którego czci się pamięć świętego patrona danej rodziny. Zwyczaj ten, praktykowany przede wszystkim w Serbii, gdzie uchodzi za ważny element narodowego dziedzictwa, jest elementem kultury obecnym w serbskiej diasporze na całym świecie. Obchodzą je również Serbowie przebywający w Polsce.
Święto charakterystyczne dla kultury bałkańskich Słowian obchodzi się również w Czarnogórze, Macedonii Północnej, niektórych regionach Bułgarii oraz Bośni i Hercegowiny, a także w Chorwacji, Albanii, Rumunii, Grecji oraz w Rosji.

## Historia

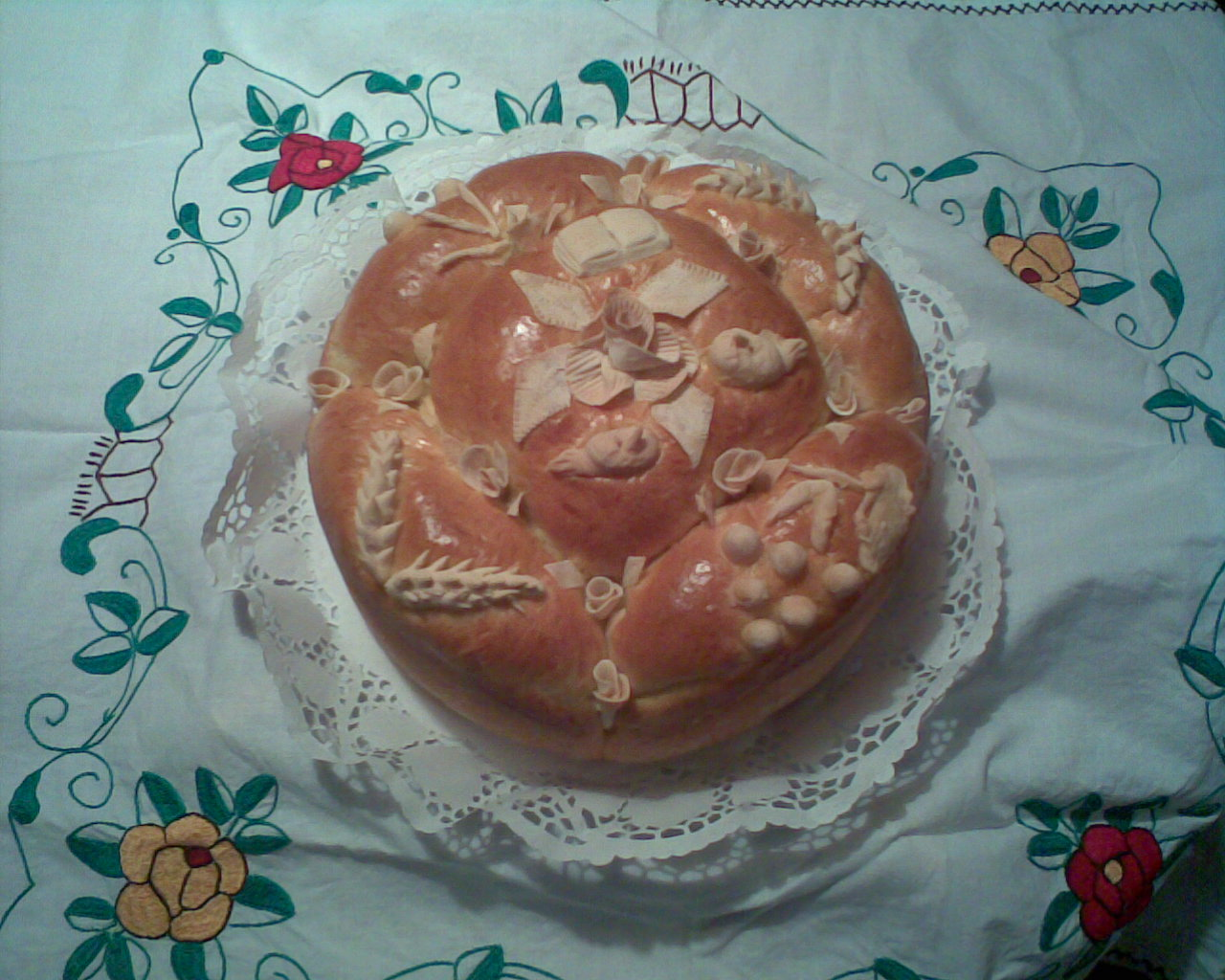
Slavski kolač – potrawa obrzędowa charakterystyczna dla slavy, niezbędny atrybut świąteczny

Pochodzenie tego zwyczaju nie zostało jednoznacznie wyjaśnione. Według jednej z XIX-wiecznych teorii, powstałej w okresie romantycznego odrodzenia narodowego, zwyczaj wywodzi się z okresu chrystianizacji plemion słowiańskich żyjących na Bałkanach, tj. z IX wieku. Według niej pogańscy przodkowie Serbów czcili wielu bogów, w tym również bożki lub duchy rodzinne w typie rzymskich larów. Aby ułatwić poganom przywiązanym do tego kultu przejście na nową wiarę, misjonarze chrześcijańscy ustanowili święto o nazwie slava, dzięki czemu chrześcijańscy święci zajęli miejsce bożków czy duchów opiekujących się rodzinami. Na poparcie tej teorii nie ma jednakże żadnych rozstrzygających dowodów historycznych.
Obchody zwane imendani(imieniny), dedykowane świętym, są powszechne nie tylko wśród Serbów, ale również innych narodów chrześcijańskich. Niektórzy badacze wysuwają przypuszczenie, że święto typu imendani rozwinęło się, przekształcając w formę rozbudowanego obrzędu o nazwie slava, dopiero w czasach osmańskiego panowania na Bałkanach. Święto chrześcijańskiego patrona jednoczyło całe rodziny, a nawet całe regiony, umacniając identyfikację Słowian w okresie tureckiej dominacji w regionie oraz związanej z tym wzmożonej islamizacji.
Obchody imendani zachowały się u prawosławnych Bułgarów, Macedończyków oraz Rosjan jako główne święta patrona i według tej teorii nie przeszły takiej ewolucji, jak u Serbów. Różnica pomiędzy świętami typu slava oraz imendani jest taka, że pierwsze jest rodzinnym obyczajem dziedziczonym przez kolejne generacje, przechodzącym z ojców na synów, podczas gdy drugie stanowi święto indywidualne, obchodzone przez danego człowieka na pamiątkę chrztu, jeśli został ochrzczony w dniu patrona lub jako wspomnienie świętego opiekuna.
Obrzędowe imendani organizują nie tylko poszczególne rodziny, ale i prawosławne cerkwie, klasztory, szkoły, wioski oraz miasta, które również posiadają swojego patrona. Oznacza to, że określony święty ochrania rodzinę lub świątynię, a jego imieniny są szczególnie uroczyście obchodzone każdego roku przez społeczność, której patronuje. Kładzie się nacisk na to, aby obchodzono je wiosną, jesienią lub zimą, tak aby nie przerywać pracy w okresie żniw. W dawnych czasach święta te mogły trwać nawet trzy dni. Trzydniowe uroczystości zachowały się jeszcze na niektórych wiejskich obszarach. Zwykle jednak czas trwania świąt iimendani nie przekracza w praktyce jednego dnia.

## Zasady ogólne celebracji

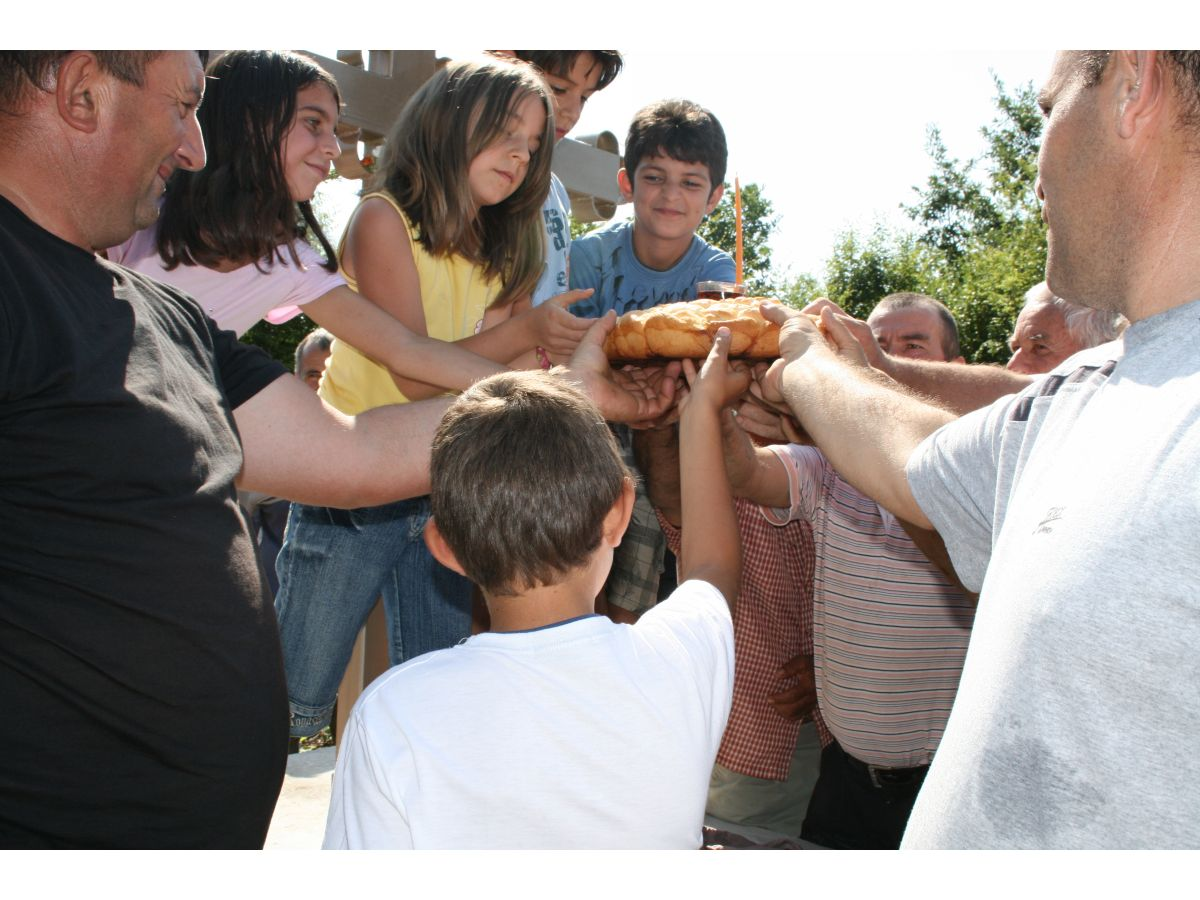
Tradycyjne łamanie chleba dla Slavy

W odróżnieniu od większości zwyczajów i świąt narodowych, których obchody przypadają co roku w tym samym dniu, slava celebrowana jest przez każdą rodzinę w inny dzień. Święto ma charakter patriarchalny, gdyż patron rodzinny jest szczególnym opiekunem męskiej głowy domu i jako taki jest dziedziczony z ojca na syna. Córki są pod opieką patrona tylko wówczas, gdy pozostają w domu rodzinnym (tradycyjnie podlegają władzy ojca lub innego męskiego krewnego). Zamężne kobiety obchodzą na ogół święto patrona swojego męża.
Tradycyjnie slavę obchodziło się w siedzibie rodu – obecnie w domu rodzinnym. W wyjątkowych okolicznościach, np. wówczas, gdy członek rodziny mieszka daleko i jest nieżonaty lub niezamężny, głowa rodziny może udzielić mu pozwolenia na świętowanie slavy w miejscu pobytu. Kiedy tylko którykolwiek z synów się ożeni i założy własną rodzinę, jest zobowiązany świętować tę samą slavę, co jego ojciec (także za jego życia), we własnym domu. W tym przypadku pozwolenie na osobne świętowanie, udzielane przez głowę rodu, nie jest potrzebne.

## Przebieg ceremonii
W przeddzień slavy w cerkwi zostają poświęcone obrzędowe potrawy, tj. slavski kolač (typ ciasta zbliżony do kołacza) i koljivo (potrawa z gotowanej pszenicy w typie kutii) oraz obrzędowy napój, tj. wino. W dzień święta cała rodzina idzie do cerkwi. Następnie w domu odbywa się uroczysta kolacja, przed którą duchowny (ksiądz prawosławny) przychodzi do domu i odprawia krótkie modlitwy do rodzinnego opiekuna, poświęcając mu świecę, slavski kolač oraz koljivo. Niezbędnymi elementami, które odgrywają ważną rolę podczas nabożeństwa, są woda, kadzidło, wino oraz bukiecik bazylii. Na uczcie spotyka się cała rodzina, przyjaciele, dobrzy znajomi. Wszystkim uczestnikom świątecznej uczty serwowane są tradycyjne pokarmy, w tym potrawy obrzędowe – slavski kolač oraz koljivo.